# Hugo Öberg
Ludvig Hugo Öberg, född 16 juli 1872 i Hyltinge socken, död 29 juni 1934 i Stockholm, var en svensk författare.
Hugo Öberg var son till lokföraren Rudolf Öberg och Augusta Charlotta Berg. Efter avlagd mogenhetsexamen i Stockholm 1890 innehade Öberg 1894–1924 anställning som tjänsteman vid Statens järnvägars kontrollkontor men ägnade sig samtidigt åt skönlitterärt författarskap. Hans produktion, som var både stor och mångsidig, omfattade romaner, noveller, kåserier och dramatik. Hans tidigare böcker var helt präglade av den svenska åttiotalsandan och kan närmast räknas till den så kallade indignationslitteraturen. Deras starkt tendentiösa karaktär fick dem att åldras fort. Bland dessa märks debutarbetet Makter (1905) och Sonen (1905). En mindre tidsbunden roman är Det stora kontoret (1909), en fängslande och dyster skildring från Stockholms ämbetsmannakretsar. Stockholm är även miljön för romanerna Doktor Mattssons vår (1918) och Av Bellmans folk (1920). I dramat Nils, ett sorgespel i fyra akter, varieras temat från Henrik Ibsens Gengangere med uppbådande av hela rekvisitan från det klassiska naturalistiska skådespelet.